# British Home Championship 1932/33
De British Home Championship van 1932/33 was de 45e editie van de British Home Championship. Het toernooi werd gehouden van 17 september 1932 tot en met 1 april 1933. Wales werd kampioen.

## Eindstand
| Team          | Gsp | W | G | V | DV | DT | DS | Ptn |
| ------------- | --- | - | - | - | -- | -- | -- | --- |
| Wales         | 3   | 2 | 1 | 0 | 9  | 3  | +6 | 5   |
| Schotland     | 3   | 2 | 0 | 1 | 8  | 6  | +2 | 4   |
| Engeland      | 3   | 1 | 1 | 1 | 2  | 2  | 0  | 3   |
| Noord-Ierland | 3   | 0 | 0 | 3 | 1  | 9  | –8 | 0   |

## Wedstrijden
|                                                    |                   |       |               |                                                                                   |
| 17 oktober 1932 «onderlinge duels» 15:00 uur (UTC) | Engeland          | 1 – 0 | Noord-Ierland | Bloomfield Road, Blackpool Toeschouwers: 23.000 Scheidsrechter: Hugh Watson (SCO) |
| 17 oktober 1932 «onderlinge duels» 15:00 uur (UTC) | Bobby Barclay 30' |       |               | Bloomfield Road, Blackpool Toeschouwers: 23.000 Scheidsrechter: Hugh Watson (SCO) |

|                                                        |               |                                                      |           |                                                                                 |
| 17 september 1932 «onderlinge duels» 15:00 uur (UTC+1) | Noord-Ierland | 0 – 4                                                | Schotland | Windsor Park, Belfast Toeschouwers: 40.000 Scheidsrechter: William Harper (ENG) |
| 17 september 1932 «onderlinge duels» 15:00 uur (UTC+1) |               | 3' Jimmy King 27', 68' Bob McPhail 76' Jimmy McGrory |           | Windsor Park, Belfast Toeschouwers: 40.000 Scheidsrechter: William Harper (ENG) |

|                                    |                                 |       |                                                                                     |                                                                                      |
| 26 oktober 1932 «onderlinge duels» | Schotland                       | 2 – 5 | Wales                                                                               | Tynecastle Park, Edinburgh Toeschouwers: 31.000 Scheidsrechter: William Harper (ENG) |
| 26 oktober 1932 «onderlinge duels» | Neil Dewar 63' Dally Duncan 66' |       | 10' (e.d.) Jock Thomson 20' Tom Griffiths 25', 46' Taffy O'Callaghan 43' Dai Astley | Tynecastle Park, Edinburgh Toeschouwers: 31.000 Scheidsrechter: William Harper (ENG) |

|                                                     |       |       |          |                                                                                    |
| 16 november 1932 «onderlinge duels» 14:45 uur (UTC) | Wales | 0 – 0 | Engeland | Racecourse Ground, Wrexham Toeschouwers: 25.167 Scheidsrechter: Sam Thompson (IRL) |
| 16 november 1932 «onderlinge duels» 14:45 uur (UTC) |       |       |          | Racecourse Ground, Wrexham Toeschouwers: 25.167 Scheidsrechter: Sam Thompson (IRL) |

|                                                    |                                             |       |                 |                                                                                    |
| 7 december 1932 «onderlinge duels» 14:30 uur (UTC) | Wales                                       | 4 – 1 | Noord-Ierland   | Racecourse Ground, Wrexham Toeschouwers: 8.500 Scheidsrechter: George Hewitt (ENG) |
| 7 december 1932 «onderlinge duels» 14:30 uur (UTC) | Dai Astley 47', 78' Walter Robbins 48', 87' |       | 27' Sam English | Racecourse Ground, Wrexham Toeschouwers: 8.500 Scheidsrechter: George Hewitt (ENG) |

|                                                 |                       |       |                 |                                                                                |
| 1 april 1933 «onderlinge duels» 15:00 uur (UTC) | Schotland             | 2 – 1 | Engeland        | Hampden Park, Glasgow Toeschouwers: 134.710 Scheidsrechter: Sam Thompson (NIR) |
| 1 april 1933 «onderlinge duels» 15:00 uur (UTC) | Jimmy McGrory 5', 81' |       | 30' George Hunt | Hampden Park, Glasgow Toeschouwers: 134.710 Scheidsrechter: Sam Thompson (NIR) |